# Combi visuell
Combi visuell är ett rikt illustrerat svenskt uppslagsverk i 5 band som utgavs av Förlagshuset Norden AB mellan 1968 och 1970. Idégivare till verket var Sven Lidman.  Verket kompletterades även med Combi lexikon 1973.

## Beskrivning
Combi visuell är till sin utformning ett otraditionellt uppslagsverk som ger en grov och tvärvetenskaplig överblick över ett ämne. Det är inte på något sätt avsett att vara heltäckande utan skall kompletteras med andra uppslagsverk och fackböcker.

## Upplägg
Combi visuell saknar uppslagsverkets traditionella uppslagsord och består i stället av runt 200 så kallade översiktsteman i alfabetisk ordning från ABC till öra. Varje översiktstema omfattar, av rent tekniska skäl, 4, 8, 12 eller 16 sidor och ger en kortfattad översikt över ett tema och dess angränsande områden. Exempelvis så omfattar översiktstemat bil utöver information om bilar även information om djurdragna vagnar, hjulets historia, biltillverkning och konstruktion, reparation, fordonstrafik med mera.
Till varje översiktstema finns även ett facit längst bak i varje volym och där ges förslag på andra översiktsteman i Combi visuell som behandlar angränsande ämnen. Förslag på uppslagsord i andra uppslagsverk, då främst i Nordisk familjebok, samt exempel på facklitteratur ges även. Det femte bandet innehåller även ett traditionellt register med hänvisningar till de olika översiktsteman.